# رينيه رومان
رينيه رومان (بالإسبانية: René Román Hinojo)‏ (15 ديسمبر 1983 بإل بوسكي في إسبانيا - ) هو لاعب كرة قدم إسباني في مركز حراسة المرمى. لعب مع راسينغ كلوب بورتوينسي وريال خاين ونادي باراكالدو ونادي كارتاخينا ونادي ياغوستيرا وريال بيتيس بي ونادي كاسيرينو وUnión Estepona CF ‏.

## وصلات خارجية
- رينيه رومان على موقع قاعدة بيانات كرة القدم.إي يو (الإنجليزية)
- رينيه رومان على موقع Soccerbase.com (لاعب) (الإنجليزية)
- رينيه رومان على موقع Soccerway.com (الإنجليزية)
- رينيه رومان على موقع AS.com (الإسبانية)